# BMW R 37
Die BMW R 37 war das erste sportliche Motorrad von BMW.

## Geschichte

### Entwicklung

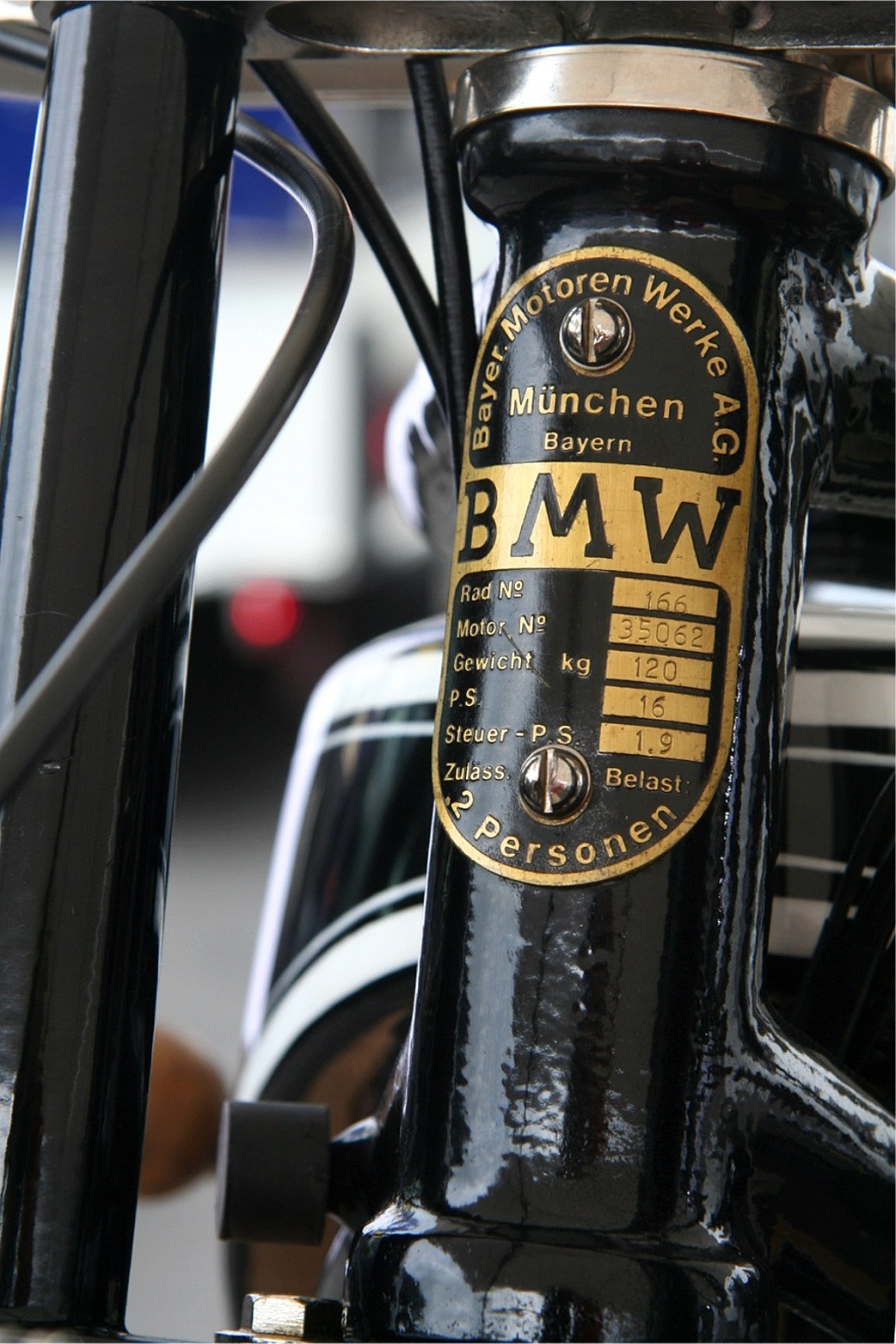
Lenkkopf mit Typenschild

Schon während der Entwicklung des ersten BMW-Motorrads R 32 begannen parallel Arbeiten an einem erheblich leistungsfähigeren Sportmodell. Bereits Anfang 1923 lief ein Prototyp mit parallel angeordneten Ventilen im nur teilweise gekapselten OHV-Zylinderkopf – und wie das Tourenmodell ohne Vorderradbremse.
Der junge Konstrukteur Rudolf Schleicher entwickelte gekapselte Leichtmetall-Zylinderköpfe, die das Bild aller BMW-Motorräder bis heute prägten.
Am 10. Dezember 1924 präsentierte BMW 14 Monate nach der R 32 auf der Deutschen Automobilausstellung in Berlin erstmals das Sportmodell R 37 der Öffentlichkeit.
BMW gab mit diesem Motorrad das Baukastenprinzip der kommenden Modellgenerationen vor. Fahrwerk und Getriebe mit Grundmotor waren weitgehend baugleich; die Differenzierung für die Hubraumklassen mit 500 cm³ und 750 cm³ wurde durch geänderte Zylinderbohrungen erreicht. Tourenmodelle hatten seitengesteuerte Ventile, Sportmodelle kopfgesteuerte. Die R 37 als Sportmodell – in einer Preisliste sogar als „Renn-Modell“ bezeichnet – hatte V-förmig in den Köpfen hängende Ventile, die von einer Nockenwelle über Stoßstangen und rollengelagerte Kipphebel betätigt wurden.

### Sportliche Erfolge
Schon vor der Einführung als neues Sportmodell errang die R 37 bei zahlreichen nationalen Wettbewerben im Jahr 1924 erste Erfolge.
Die Teilnahme an folgenden Rennen ist belegt:
- Großer Solitude Bergpreis 1923: Einsatz eines Prototyps mit Stahlzylindern mit Hans Soenius[4]
- Eifelrennen bei Nideggen 1924: Franz Bieber (Sieger).[5] Bieber war tagesschnellster Motorradfahrer. Er gewann das unter ungünstigen Witterungsbedingungen ausgetragene Rennen über zehn Runden zu je 33 km in 4:56:09 Stunden beziehungsweise mit einer Durchschnittsgeschwindigkeit von 66,9 km/h.[6]
- Ruselbergrennen 1924: Franz Bieber (Sieger)[7]
- Großer Solitude Bergpreis 1924: Franz Bieber, Rudolf Schleicher, Rudolf Reich (Sieger)[8]
- Hindelang-Oberjochrennen 1924: Rudolf Schleicher[9]
- Ettaler Bergrennen 1924: Rudi Reich auf BMW R 37 mit Seitenwagen[10]

Rudolf Schleicher gewann mit der von ihm entwickelten BMW R 37 die 1. Goldmedaille für Deutschland bei der Internationalen Sechstagefahrt 1926; gleichzeitig war es der erste internationale Motorsporterfolg für BMW.

### Vermarktung
Der Preis für das Motorrad betrug 1925 gemäß der Preisliste von BMW 2.900 Reichsmark – 700 Reichsmark mehr als für die R 32; Lichtanlage, Hupe, Tacho und Soziussitz waren nicht enthalten. Die Produktion wurde 1926 nach nur 152 Einheiten beendet; Nachfolger war die Ende 1926 vorgestellte R 47.

## Technik

### Motor

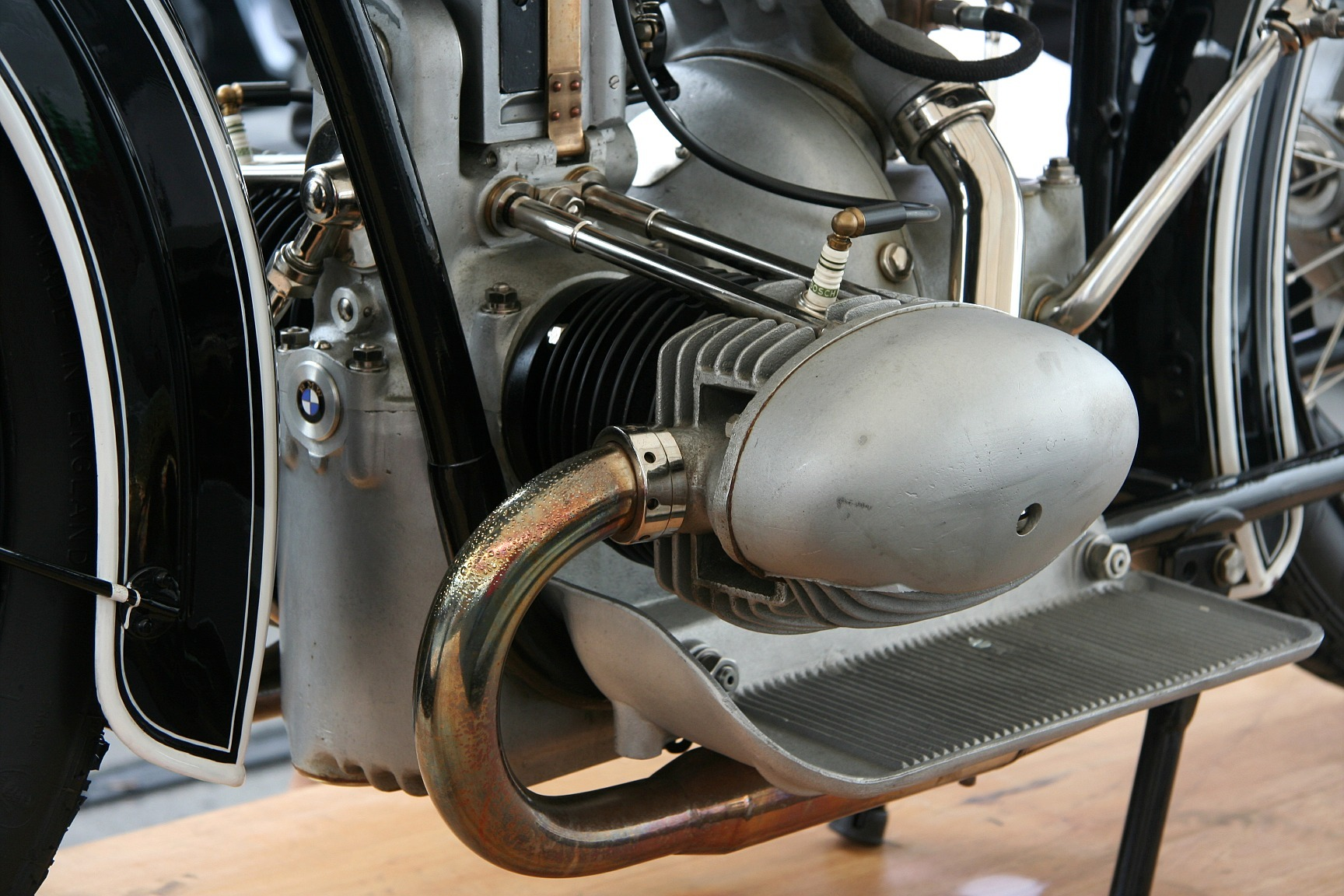
Stoßstangenmotor; gut sichtbar: Fußtrittschale statt später üblicher Fußraste

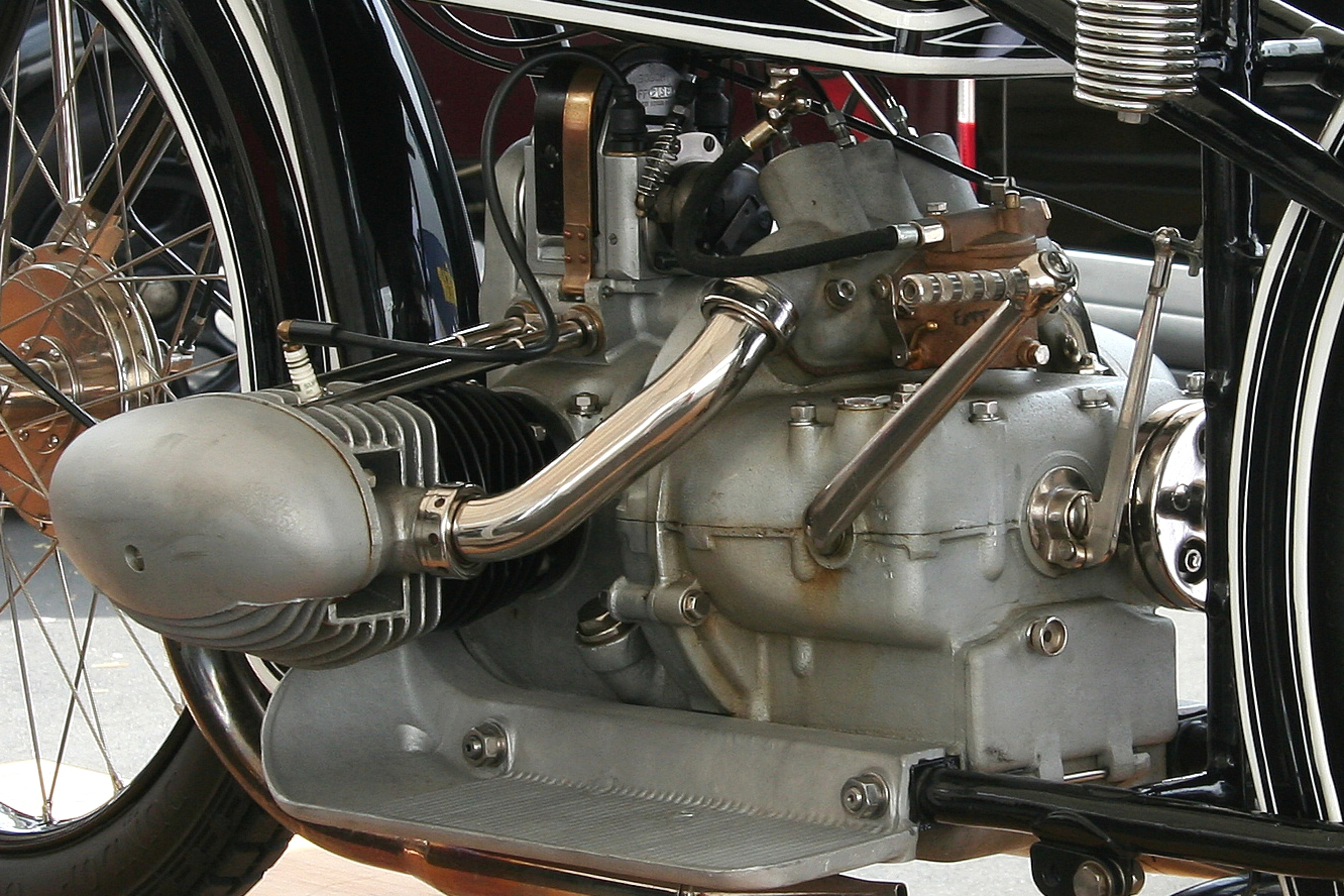
Kickstarter parallel zur Fahrzeuglängsachse bzw. quer zur Einbaulage des Motors, rechts daneben Kupplungshebel mit Seilzugaufnahme

Der Motor mit der Bezeichnung M 2 B 36 war als längs eingebauter Zweizylinder-Boxer-Viertaktmotor mit OHV-Ventilsteuerung ausgeführt.

#### Aufbau
Das Motorgehäuse war horizontal teilbar.
Ein Zwischenzahnrad oberhalb der Kurbelwelle trieb die noch eine Ebene höher liegende Nockenwelle an, die wiederum die Zündanlage in der nächsten Ebene antrieb. Durch diese Zahnradkaskade baute der Motor für einen Boxermotor relativ hoch.
Gegenüber der hubraumgleichen R 32 führten die neuen Zylinderköpfe zu einer annähernd verdoppelten Leistung. Die Kühlung wurde durch nun in Strömungsrichtung angeordnete Kühlrippen der Zylinder verbessert.
Im Lauf der Produktionszeit wurde die Auspuffanlage geändert und bis über die Hinterachse verlängert.

#### Vergaser
Der 26-mm-Dreischieber-Vergaser, eine Eigenkonstruktion von BMW, bezog die Ansaugluft durch das Schwungradgehäuse. Die Gemischmenge („Gasschieber“) und Gemischzusammensetzung („Luftschieber“) wurde über zwei Hebel an der rechten Lenkerhälfte eingestellt.

#### Zündung
Ein Hochspannungsmagnet von Bosch oder eine Zündlichtmaschine waren mit einem Spannband auf einer Plattform oberhalb der Kurbelwelle befestigt. Die Zündverstellung erfolgte über einen Hebel an der linken Lenkerhälfte.

### Antrieb

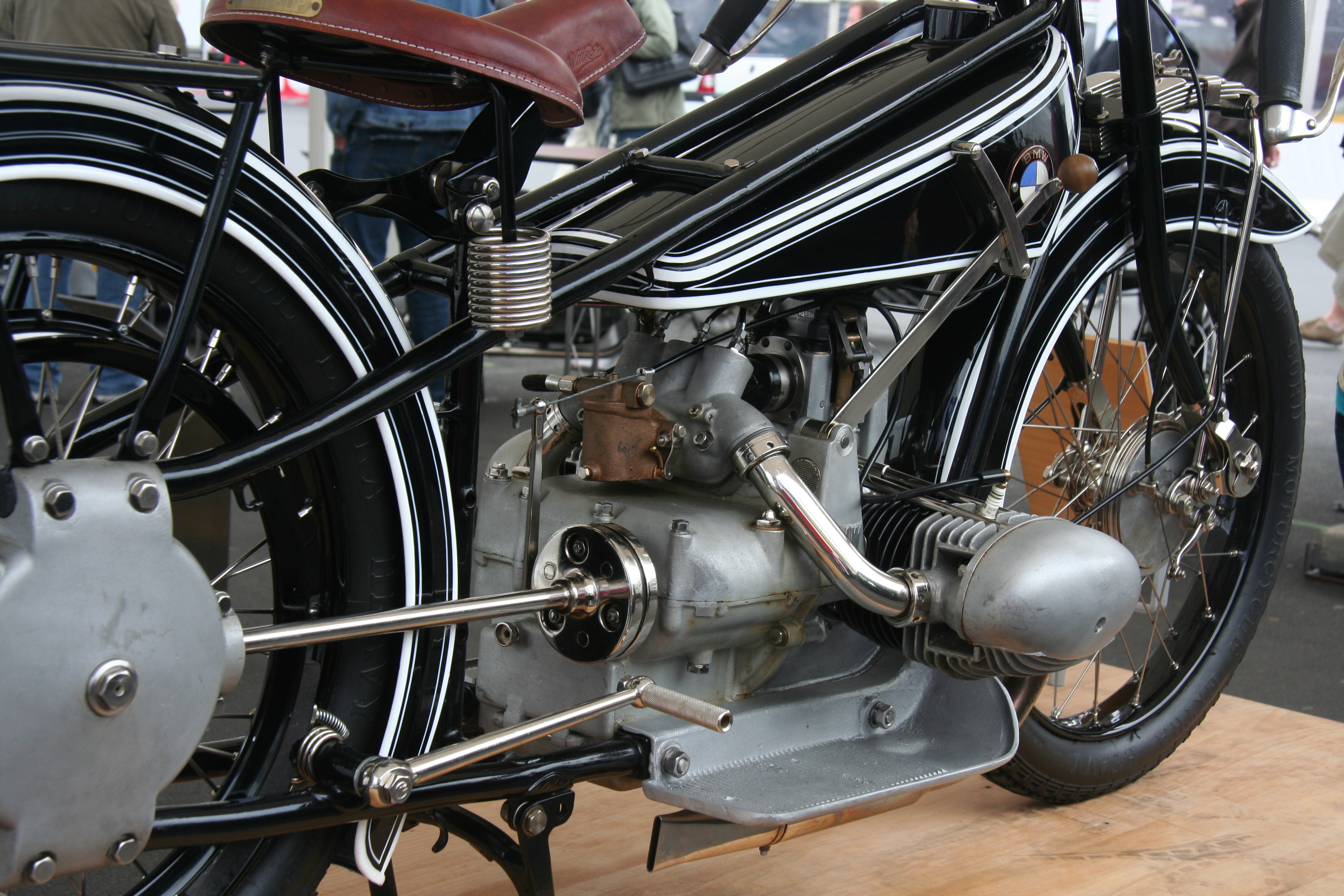
Antriebswelle der R 37 mit Hardyscheibe – noch keine „echte“ Kardanwelle; gut sichtbar der Dreischieber-Vergaser

Die R 37 hatte ein handgeschaltetes 3-Gang-Getriebe, das obere Ende des Schalthebels befand sich an der rechten Seite des 14-Liter-Tanks. Die Antriebswelle führte auf der rechten Fahrzeugseite zum ungefederten Hinterrad und kam daher ohne Gelenke aus. Trotzdem bezeichnete BMW die Kraftübertragung als „Kardanantrieb“, die Antriebswelle als „Kardanwelle“ und das Gehäuse des Umlenkgetriebes am Hinterrad als „Kardangehäuse“.
Das horizontal teilbare Getriebegehäuse war direkt an das Motorgehäuse angeflanscht. Die Getriebe-Eingangswelle wurde direkt von der Einscheibentrockenkupplung im Schwungrad der Kurbelwelle angetrieben. Die Ausgangswelle trieb über eine Hardyscheibe in direkter Verlängerung die Antriebswelle an.
Der Kickstarter (Starterhebel) wurde parallel zur Fahrzeuglängsachse betätigt; dazu war eine Kegelradumlenkung im Getriebegehäuse eingebaut. Diese aufwendige Umlenkung wurde vier Jahre später bei der R 52 und R 57 aufgegeben.

### Fahrwerk
Das seitenwagentaugliche Fahrwerk war das gleiche wie bei der R 32: ein Doppelschleifenrohrrahmen ohne Hinterradfederung, die Vorderradgabel ist eine gezogene Kurzschwinge mit Blattfederung.
Auf vielen zeitgenössischen Bildern sind Reibungsstoßdämpfer an der vorderen Schwinge zu erkennen.

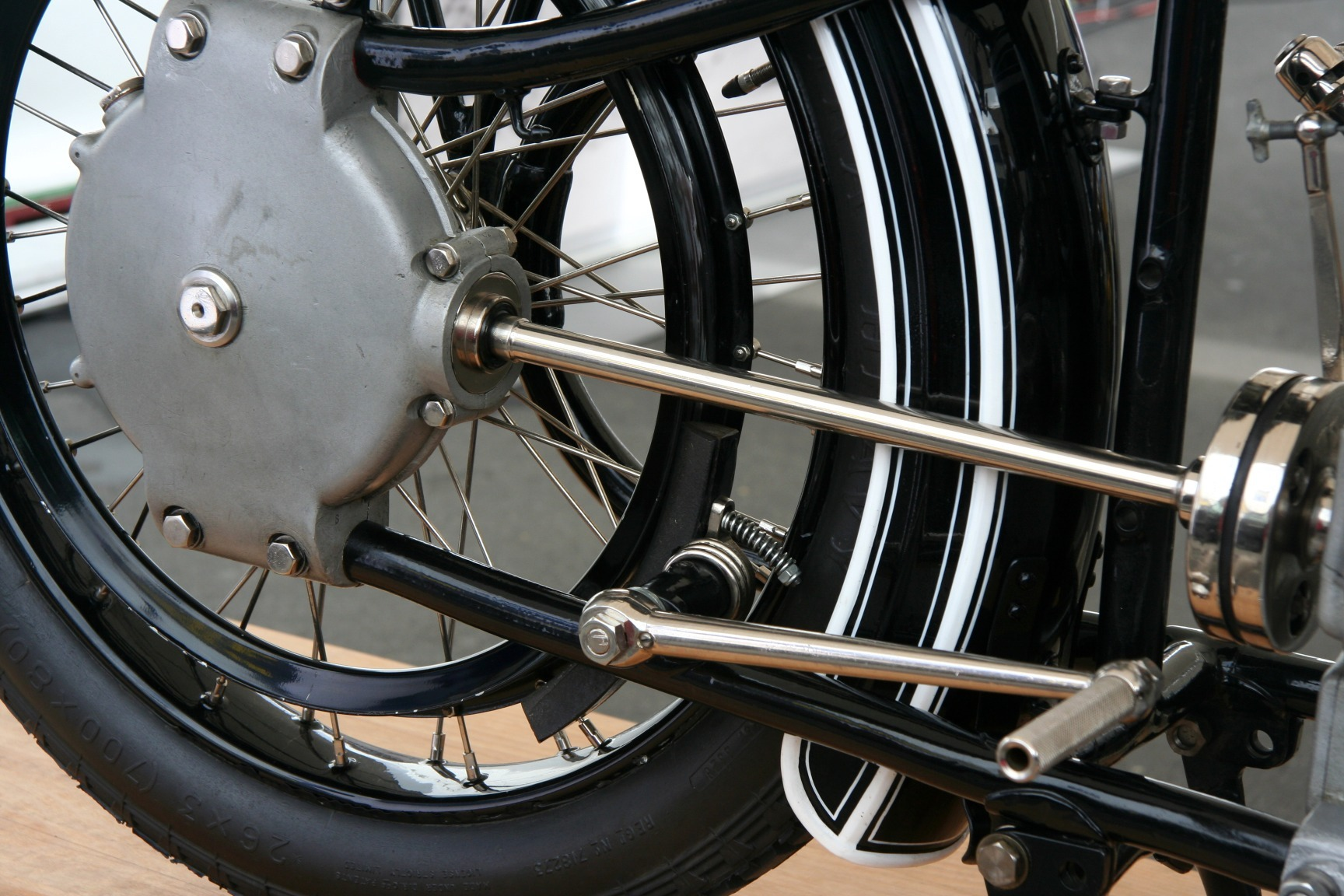
Keilklotzbremse am Hinterrad mit langem Fußbetätigungshebel

Das Hinterrad wurde durch eine fußbetätigte Keilklotzbremse verzögert, die auf eine eigene Bremsfelge wirkte, die Vorderradbremse hatte einen Trommeldurchmesser von 150 mm. Rennausführungen der R 37 bremsten bereits 1924 am Hinterrad mit einer Kardanbremse.

## Technische Daten
| Kenngröße              | BMW R 37                                        |
| ---------------------- | ----------------------------------------------- |
| Bohrung                | 68 mm                                           |
| Hub                    | 68 mm                                           |
| Hubraum                | 494 cm³                                         |
| Verdichtungsverhältnis | 6,2 : 1                                         |
| Leistung               | 16 PS (12 kW) bei 4000 min−1                    |
| Höchstgeschwindigkeit  | 115 km/h                                        |
| Sitzhöhe               | 72 cm                                           |
| Leergewicht            | 134 kg (mit Original-Seitenwagen „S 38“ 184 kg) |
| Tankinhalt             | 14 l                                            |